# Шукаєве
Шука́єве  — пасажирський залізничний зупинний пункт (колишня станція) Шевченківської дирекції Одеської залізниці.
Розташована на півдні від села Шукайвода Христинівського району Черкаської області на лінії Андрусове — Христинівка між станціями Монастирище та Севастянівка.

Зупиняються лише приміські дизель-поїзди Козятин — Христинівка. Рух поїздів далекого слідування залізницею відсутній.

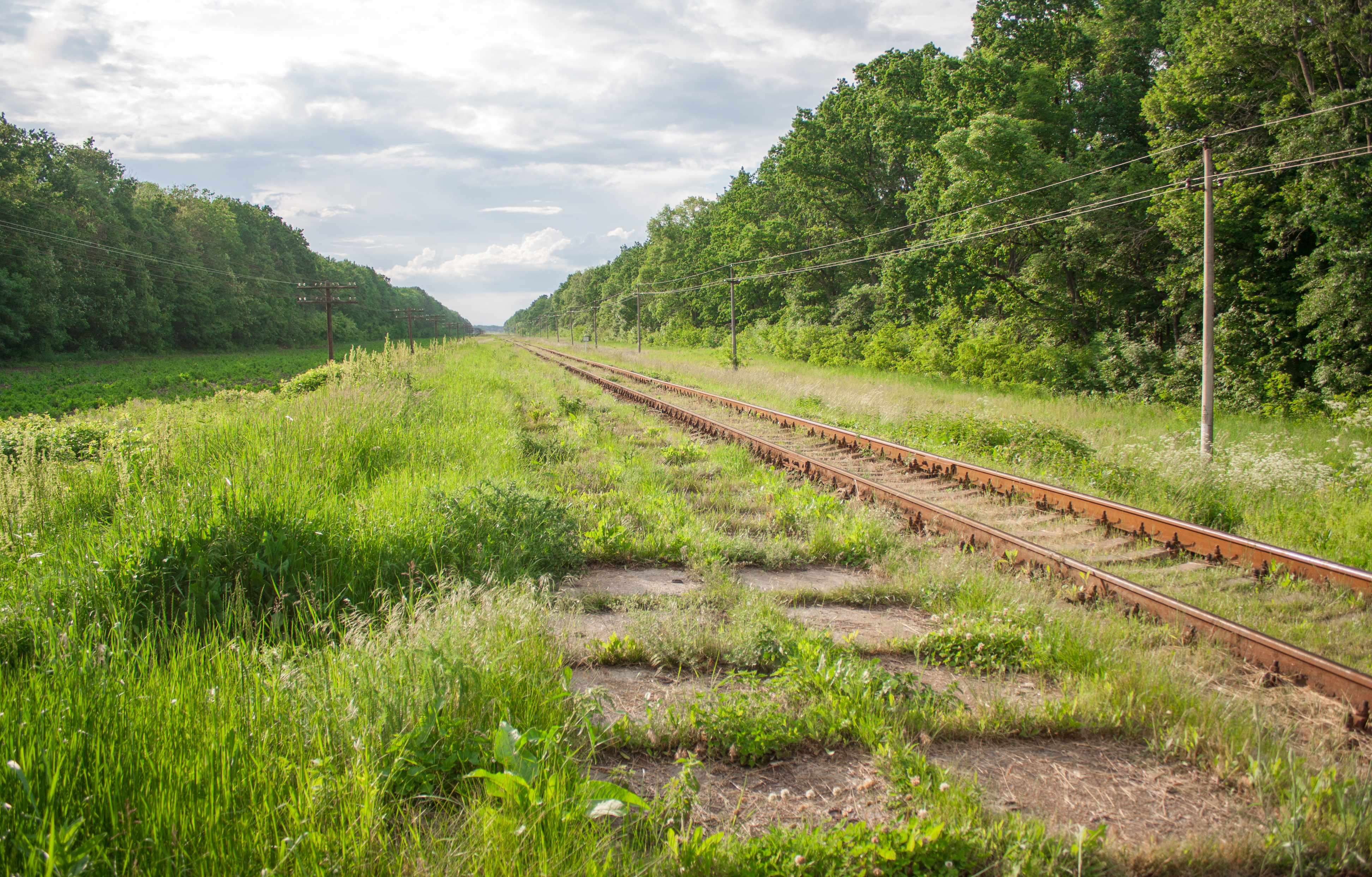
Платформа